# 29986 Shunsuke
29986 Shunsuke è un asteroide della fascia principale. Scoperto nel 1999, presenta un'orbita caratterizzata da un semiasse maggiore pari a 2,3421828 UA e da un'eccentricità di 0,1126262, inclinata di 6,12826° rispetto all'eclittica.